# Министерство экономики, предпринимательства и туризма Румынии
Министерство экономики, предпринимательства и туризма (рум. Ministerul Economiei, Antreprenoriatului și Turismului) действует в качестве специализированного органа центрального публичного управления, подчиненного Правительству, реализующего стратегию и программу правительства в области экономики и государственных финансов. С 15 июня 2023 года министр — Штефан-Раду Опря.

## История
- Министерство промышленности и торговли
- Министерство экономики и торговли
- Министерство экономики и финансов (с 5 апреля 2007 г.)
- Министерство экономики, торговли и бизнеса

## Подведомственные учреждения
- Национальная налоговая администрация
- Финансовая гвардия
- Национальное таможенное управление
- Национальное управление по имущественной реституции
- Национальная комиссия по прогнозированию
- Румынское агентство по устойчивому развитию промышленной зоны
- Ассоциация стандартизации Румынии - ASRO
- Национальная компания "Национальная печать"
- Национальная газовая компания "Румгаз"
- Национальная газотранспортная компания "Transgaz"
- Компания-производитель электрической и тепловой энергии "Termoelectrica" - *Компания "Electrocentrale" Бухарест
- Компания "Electrocentrale" Дева
- Компания "Electrocentrale" Галац
- Компания-производитель электроэнергии "Hidroelectrica"
- Национальная электросетевая компания "Transelectrica"
- Национальное общество "Nuclearelectrica" - Бухарест
- Урановая Национальная компания - Бухарест
- Национальная компания меди, золота и железа "Minvest"
- Национальная компания драгоценных и цветных металлов "Ремин"
- Компания "Minbucovina"
- Национальная угольная компания
- Национальная компания бурого угля "Олтении"
- Национальная угольная компания
- Горнодобывающая компания "Банат Анина"
- Компания "Moldomin"
- Национальный институт исследований и развития горной безопасности и взрывозащиты
- Национальный институт исследований металлов и радиоактивных ресурсов
- Национальный институт исследований и развития промышленной экологии
- Национальный научно-исследовательский институт сварки и испытания материалов
- Национальный научно-исследовательский институт развития цветных и редких металлов
- Национальный институт исследований и развития точной механики
- Национальный научно-исследовательский институт химической и нефтехимической промышленности
- Национальный институт исследований и развития нефтяного оборудования
- Национальное агентство радиоактивных отходов
- Румынское агентство по энергосбережению